# Onofficieel wereldkampioenschap voetbal
Het onofficiële wereldkampioenschap voetbal is een manier om het beste nationale voetbalelftal van de wereld te bepalen met behulp van een knock-outsysteem, vergelijkbaar met dat in boksen en worstelen. Sinds 10 juni 2025 is Zweden de houder door het verslaan van Algerije.
Het idee werd geboren toen Schotse voetbalfans na de overwinning op 15 april 1967 tegen Engeland, de winnaars van het wereldkampioenschap voetbal 1966, grapten dat zij nu de onofficiële wereldkampioenen waren, aangezien dit het eerste verlies van Engeland was na de winst van de wereldbeker.
Het onofficiële wereldkampioenschap is niet goedgekeurd door de FIFA of enig andere officiële instantie.

## Geschiedenis
De eerste internationale voetbalwedstrijd ooit was een 0-0 gelijk spel tussen Engeland en Schotland, op 30 november 1872. Het onofficiële wereldkampioenschap bleef dus onbeslist tot dezelfde teams elkaar weer ontmoetten op 8 maart 1873. Engeland won met 4-2, en werd zo de eerste onofficiële wereldkampioen. Wales en Ierland deden vanaf respectievelijk 1876 en 1882 aan de competitie mee, maar de titel bleef afwisselend voor Schotland en Engeland tot maart 1903, toen Ierland met 2-0 won van Schotland. Wales won voor het eerst in maart 1907 door Schotland met 1-0 te verslaan.
De titel werd voor het eerst buiten Groot-Brittannië en Ierland verdedigd door Engeland in 1909 in en tegen Hongarije, maar pas in 1931 verliet de titel de Britse eilanden daadwerkelijk en kwam in handen van Oostenrijk. Oostenrijk verdedigde de titel 1.5 jaar lang met succes tegen zijn buurlanden, maar daarna bracht Engeland het onofficieel wereldkampioenschap terug naar de Britse eilanden, waarvandaan het pas in 1939 door de Engelsen weer verloren werd, dit keer aan Joegoslavië. Het volgende decennium reisde de titel door Europa; Italië, Zwitserland, Hongarije, Duitsland, Zweden waren een of meer keren onofficieel wereldkampioen tot Engeland in 1947 de titel terugwon.
De Engelsen hielden de titel tot 1950, toen voor het eerst het onofficiële wereldkampioenschap op het officiële wereldkampioenschap op het spel stond - bij eerdere wereldkampioenschappen was de onofficieel wereldkampioen (Engeland in 1930 en 1938, Wales in 1934) geen deelnemer. Doordat Engeland verloor van de Verenigde Staten werd voor het eerst een niet-Europees land onofficieel wereldkampioen. Chili had de titel aan het eind van het toernooi. De komende jaren bleef de titel meestal in Zuid-Amerika, alleen Italië hield de titel voor één wedstrijd in 1956, en West-Duitsland en Zweden tijdens het Wereldkampioenschap voetbal 1958. In 1961 ging de titel naar Spanje dat het verdedigde tegen onder meer Marokko (de eerste deelname van een Afrikaans land aan het onofficieel wereldkampioenschap) tot het wereldkampioenschap van 1962, waarin het via Tsjechoslowakije naar Mexico ging.
Mexico verloor de titel verrassend in een CONCACAF Gold Cup-wedstrijd op 24 maart 1963 tegen de Nederlandse Antillen, met afstand het kleinste land ooit dat onofficieel wereldkampioen was, hoewel het de titel 4 dagen later alweer verloor aan Costa Rica. Via Colombia, Ecuador en Chili kwam het onofficieel wereldkampioenschap terug in Europa bij de Sovjet-Unie, dat het naar het wereldkampioenschap voetbal 1966 bracht, waar Engeland de titel in de finale van West-Duitsland won. Toevalligerwijs ging de wedstrijd tussen Engeland en Schotland in 1967, waar het idee van het onofficiële wereldkampioenschap oorspronkelijk vandaan kwam, dus ook daadwerkelijk om dat kampioenschap.
De Schotten verloren het kampioenschap weer in hun volgende match tegen de Sovjet-Unie, waarna het onofficieel wereldkampioenschap enkele jaren slechts door Europese landen bevochten werd. Nederland won de titel voor het eerst op 2 mei 1973 in een wedstrijd tegen Spanje, en nam het mee naar het officiële wereldkampioenschap voetbal 1974, waarin het in de finale beide wereldtitels aan West-Duitsland verloor. Opnieuw ging de titel rond tussen diverse Europese landen, waarna Frankrijk het naar het wereldkampioenschap voetbal 1978 bracht. Op 21 juni 1978 veroverde Nederland de titel voor één wedstrijd van Italië, waarna het onofficiële wereldkampioenschap Europa verliet en in Argentijnse handen kwam toen ook de officiële wereldtitel veroverd werd.
De titel bleef in Zuid-Amerika tot het volgende officiële wereldkampioenschap, waar hij dankzij de overwinning van Polen op Peru weer in Europese handen werd gebracht en uiteindelijk belandde bij Italië, de winnaar van de wereldbeker. Op 13 juni 1984 werd België voor het eerst onofficieel wereldkampioen na een wedstrijd tegen Joegoslavië op het Europees kampioenschap; de titel werd al in de volgende ontmoeting met Frankrijk verloren.
Via Bulgarije kwam de titel op 4 september 1985 weer in Nederlandse handen terecht, werd voor één wedstrijd veroverd door België, waarna de Nederlanders hem weer terugkregen, om op 14 mei 1986 veroverd te worden door West-Duitsland die hem meenam in het wereldkampioenschap. Tijdens dit WK kwam de titel via Denemarken, Spanje en België uiteindelijk weer in handen van de officiële wereldkampioen Argentinië.
Italië bracht het onofficiële wereldkampioenschap weer terug op Europese grond. In de daaropvolgende jaren was de titel gedurende totaal tien wedstrijden in Nederlandse handen; ook was België vier wedstrijden lang onofficieel wereldkampioen, (voorlopig) voor het laatst. De titel kwam in 1992 gedurende één wedstrijd voor het eerst in Australische handen; in 1995 werd Zuid-Korea als eerste Aziatische team onofficieel wereldkampioen. Nederland kreeg de titel kort in handen toen het Argentinië versloeg tijdens het wereldkampioenschap in 1998, maar verloor hem al in de volgende wedstrijd tegen de Brazilianen, die tijdens de wedstrijd daarna op hun beurt hun meerdere moesten erkennen in Frankrijk.
Na het wereldkampioenschap hielden de Franse het onofficieel wereldkampioenschap nog een jaar vast, waarna ze het verloren aan Rusland. In de eerste onofficiële wereldkampioenschap van 2000 verloren de Russen de titel weer aan Israël, waarna de titel door verschillende Europese landen voor kortere of langere tijd gehouden werd. Nederland veroverde de titel weer op 27 maart 2002 tegen Spanje. Omdat het het Nederlands elftal niet gelukt was zich te kwalificeren voor het wereldkampioenschap van dat jaar, bleef het onofficiële wereldkampioenschap in Nederlandse handen. Pas op 10 september 2003 verloor Nederland de titel weer, aan Tsjechië.
Op 29 mei 2004 kwam de titel na een overwinning van Nigeria op Ierland voor het eerst in Afrikaanse handen. Ook Angola en Zimbabwe hielden de titel enige tijd voor Roemenië tegen Nigeria hem weer naar Europa bracht. Kort voor het wereldkampioenschap van 2006 werd de titel overgenomen door Uruguay, dat zich voor dat toernooi niet had geklasseerd. Georgië bracht de titel terug naar Europa, waar hij uiteindelijk via diverse landen op 19 november 2008 weer bij Nederland belandde.
Bij aanvang van het wereldkampioenschap van 2010 had Nederland het onofficieel wereldkampioenschap nog steeds in handen, en het team droeg de titel mee tot aan de finale, waarin het aan Spanje verloren werd. Twee maanden later ging de titel voor het eerst sinds 2006 weer naar Zuid-Amerika nadat Argentinië de wereldkampioen versloeg. Een wedstrijd later ging de titel voor het eerst over naar Japan die het in november 2011 verloor aan het Noord-Koreaans voetbalelftal.
Noord-Korea behield de titel meer dan een jaar, maar in januari 2013 ging hij in de Thaise King's Cup over naar Zweden, dat het echter twee weken later alweer verloor aan Argentinië. In oktober 2013 verkreeg Uruguay de titel.
Uruguay verloor zijn titel tijdens de eerste groepswedstrijd van het WK 2014 tegen Costa Rica. Via Nederland en Argentinië ging de titel in de finale naar de officiële wereldkampioen Duitsland.
In de eerste wedstrijd na het wereldkampioenschap verloor Duitsland de titel terug aan Argentinië, waarna de titel op het Amerikaanse continent bleef. Naast Argentinië waren Brazilië, Colombia, Chili (dankzij de beide overwinningen in de Copa América 2015 en 2016), Uruguay, Mexico en Paraguay in deze jaren onofficieel wereldkampioen.

## Titelhouders
Hieronder staan de onofficiële wereldkampioenen, geordend naar het aantal wedstrijden waarin zij de titel verdedigden en in geval van gelijke aantallen, het aantal dagen kampioenschap en verstreken tijd sinds voor het laatst de titel werd gewonnen.
| Rang | Elftal               | Wedstrijden als kampioen | Dagen als kampioen | Aantal malen kampioen | Gewonnen titelstrijden | Laatste kampioenschap |
| ---- | -------------------- | ------------------------ | ------------------ | --------------------- | ---------------------- | --------------------- |
| 1    | Schotland            | 103                      | 13.003             | 20                    | 86                     | 28 maart 2007         |
| 2    | Engeland             | 88                       | 7.506              | 21                    | 74                     | 20 juni 2000          |
| 3    | Argentinië           | 71                       | 2.729              | 13                    | 58                     | 13 juli 2014          |
| 4    | Nederland            | 66                       | 2.303              | 10                    | 51                     | Huidige kampioen      |
| 5    | Rusland              | 50                       | 1.580              | 6                     | 41                     | 23 februari 2000      |
| 6    | Brazilië             | 37                       | 1.251              | 7                     | 29                     | 12 juli 1998          |
| 7    | Duitsland            | 36                       | 1.199 †            | 10                    | 28                     | 3 september 2014      |
| 8    | Frankrijk            | 34                       | 1.333              | 6                     | 28                     | 16 november 2018      |
| 9    | Zweden               | 30                       | 1.519              | 7                     | 28                     | 6 februari 2013       |
| 10   | Italië               | 30                       | 1.002              | 9                     | 27                     | 22 augustus 2007      |
| 11   | Hongarije            | 27                       | 1.138              | 7                     | 17                     | 10 september 2008     |
| 12   | Uruguay              | 26                       | 1.273              | 7                     | 20                     | 14 juni 2014          |
| 13   | Spanje               | 24                       | 1.256              | 5                     | 17                     | 7 september 2010      |
| 14   | Tsjechië             | 23                       | 648                | 5                     | 15                     | 31 maart 2004         |
| 15   | Oostenrijk           | 16                       | 816                | 2                     | 12                     | 16 juni 1968          |
| 16   | Japan                | 16                       | 403                | 1                     | 11                     | 15 november 2011      |
| 17   | Zwitserland          | 14                       | 1.124              | 7                     | 9                      | 26 juni 1994          |
| 18   | Wales                | 13                       | 1.821              | 8                     | 12                     | 14 september 1988     |
| 19   | Colombia             | 13                       | 1.109              | 3                     | 8                      | 31 januari 1995       |
| 20   | Chili                | 13                       | 1.066              | 4                     | 11                     | 30 maart 1982         |
| 21   | Noord-Korea          | 13                       | 435                | 1                     | 10                     | 23 januari 2013       |
| 22   | Griekenland          | 12                       | 528                | 2                     | 11                     | 24 mei 2008           |
| 23   | Paraguay             | 11                       | 452                | 2                     | 7                      | 5 december 1979       |
| 24   | Peru                 | 11                       | 308                | 4                     | 7                      | 22 juni 1982          |
| 25   | Roemenië             | 10                       | 269                | 4                     | 8                      | 23 mei 2006           |
| 26   | Costa Rica           | 10                       | 180                | 2                     | 8                      | 5 juli 2014           |
| 27   | Bulgarije            | 9                        | 422                | 3                     | 6                      | 4 september 1985      |
| 28   | Noord-Ierland        | 8                        | 2.709              | 4                     | 5                      | 14 oktober 1933       |
| 29   | Angola               | 8                        | 280                | 1                     | 7                      | 27 maart 2005         |
| 30   | Zimbabwe             | 8                        | 195                | 1                     | 7                      | 8 oktober 2005        |
| 31   | België               | 7                        | 188                | 4                     | 5                      | 17 januari 1990       |
| 32   | Servië               | 5                        | 144                | 3                     | 5                      | 31 mei 1995           |
| 33   | Ierland              | 5                        | 122                | 2                     | 3                      | 29 mei 2004           |
| 34   | Bolivia              | 5                        | 55                 | 3                     | 5                      | 20 april 1994         |
| 35   | Polen                | 5                        | 41                 | 2                     | 4                      | 7 mei 1989            |
| 36   | Nigeria              | 4                        | 61                 | 2                     | 4                      | 16 november 2005      |
| 37   | Portugal             | 3                        | 314                | 2                     | 2                      | 4 juni 1992           |
| 38   | Denemarken           | 3                        | 75                 | 2                     | 3                      | 23 augustus 1989      |
| 39   | Ecuador              | 3                        | 63                 | 1                     | 2                      | 22 augustus 1965      |
| 40   | Verenigde Staten     | 3                        | 13                 | 2                     | 2                      | 14 juni 1992          |
| 41   | Georgië              | 2                        | 129                | 1                     | 2                      | 24 maart 2007         |
| 42   | Israël               | 2                        | 63                 | 1                     | 1                      | 26 april 2000         |
| 43   | Turkije              | 2                        | 35                 | 1                     | 1                      | 17 oktober 2007       |
| 44   | Mexico               | 1                        | 290                | 1                     | 1                      | 24 maart 1963         |
| 45   | Venezuela            | 1                        | 21                 | 1                     | 1                      | 18 oktober 2006       |
| 46   | Zuid-Korea           | 1                        | 4                  | 1                     | 1                      | 4 februari 1995       |
| 47   | Australië            | 1                        | 4                  | 1                     | 1                      | 18 juni 1992          |
| 48   | Nederlandse Antillen | 1                        | 4                  | 1                     | 1                      | 28 maart 1963         |

*: Inclusief wedstrijden gewonnen na verlenging en strafschoppen.
† peildatum 14 juli 2014

## Regels
- Het eerste team dat een internationale voetbalwedstrijd won werd benoemd tot de eerste onofficiële wereldkampioen voetbal.
- De volgende wedstrijd waarin dit team speelt wordt als titelstrijd beschouwd, waarin de winnaars de titel verkrijgen.
  - Indien een titelstrijd een gelijkspel is blijft de huidige houder van de titel kampioen. Voor de beslissing tellen eventuele verlenging en strafschoppen mee.
- Deze regels gelden voor elke FIFA-geaccrediteerde internationale 'A'-wedstrijd waarin een titelhouder speelt.

## Voetnoten
1. ↑  De statistieken van Rusland zijn inclusief resultaten van de Sovjet-Unie voor 1990
2. ↑  De statistieken van Duitsland zijn inclusief resultaten van West-Duitsland 1945-1990
3. ↑  De statistieken van Tsjechië zijn inclusief de resultaten van het Tsjecho-Slowaaks voetbalelftal voor 1990
4. ↑  De statistieken van Noord-Ierland zijn inclusief de resultaten van Ierland voor 1921
5. ↑  Servië is nooit zelf kampioen geweest, maar is volgens de FIFA de opvolger van de elftallen van het Koninkrijk Joegoslavië (kampioen in 1939), de Socialistische Federale Republiek Joegoslavië (kampioen in 1984) en de Federale Republiek Joegoslavië (kampioen in 1995)